# タイラー・オースティン
クリストファー・タイラー・オースティン（Christopher Tyler Austin、1991年9月6日 - ）は、アメリカ合衆国ジョージア州ロックデール郡コンヤーズ出身のプロ野球選手（内野手、外野手）。右投右打。横浜DeNAベイスターズ所属。
2021年開催の東京オリンピック野球 銀メダリスト。

## 経歴

### プロ入りとヤンキース時代

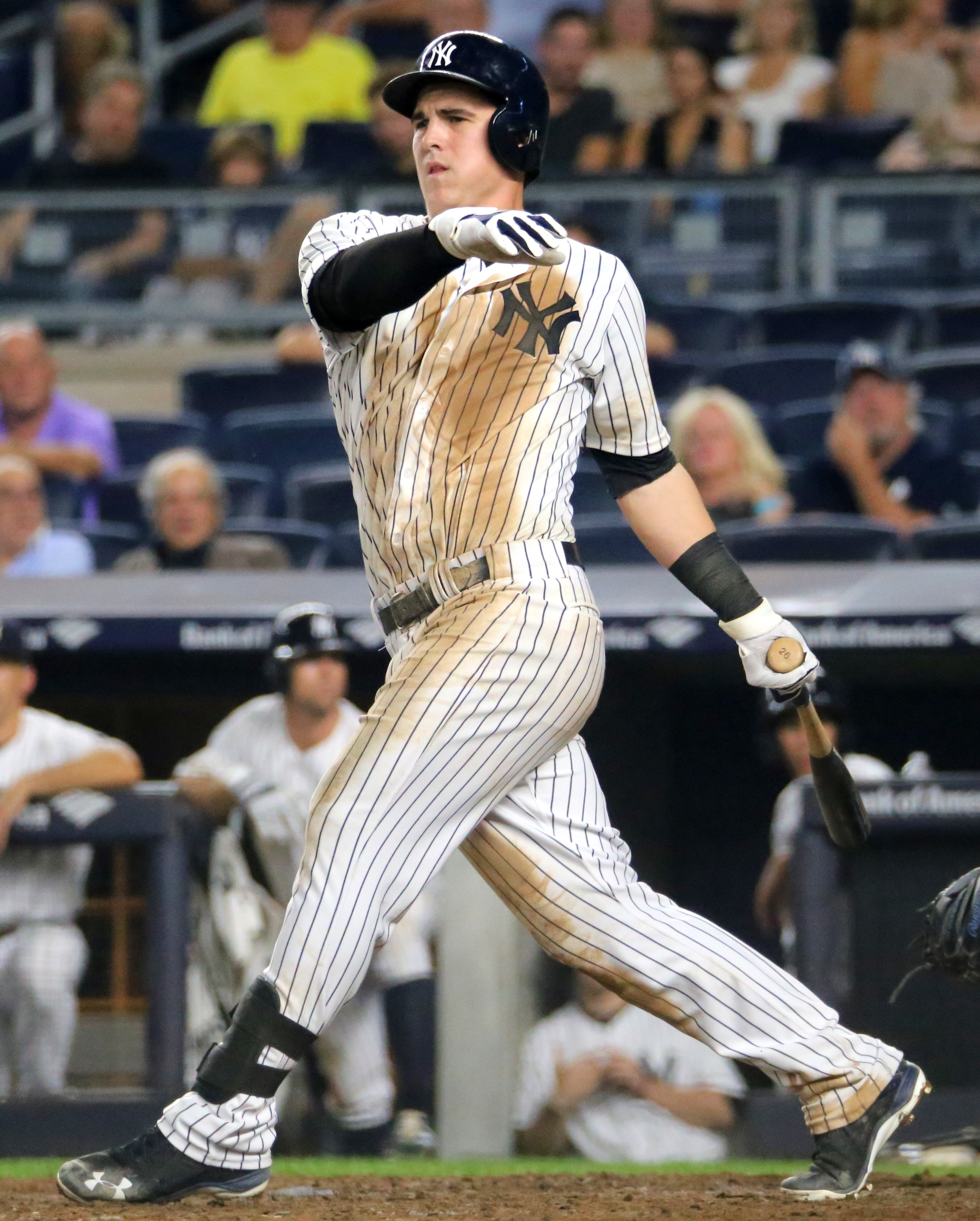
ニューヨーク・ヤンキース時代
（2016年9月8日）

2010年のMLBドラフト13巡目（全体415位）でニューヨーク・ヤンキースから指名され、プロ入り。この年は傘下のルーキー級ガルフ・コーストリーグ・ヤンキースで2試合に出場した。
2011年はルーキー級ガルフ・コーストリーグで20試合に出場後、A-級スタテンアイランド・ヤンキースへ昇格。A-級スタテンアイランドでは27試合に出場して打率.323、3本塁打、14打点、7盗塁を記録した。
2012年はルーキー級ガルフ・コーストリーグとA級チャールストン・リバードッグス、A+級タンパ・ヤンキースでプレー。A級チャールストンでは70試合に出場し、打率.320、14本塁打、54打点、17盗塁と好成績を残したため、同年のオールスター・フューチャーズゲームに選出された。9月2日にAA級トレントン・サンダーへ昇格し、2試合に出場した。
2013年はAA級トレントンとルーキー級ガルフ・コーストリーグ・ヤンキース2でプレー。AA級トレントンでは83試合に出場し、打率.257、6本塁打、40打点、4盗塁を記録した。7月に行われたイースタン・リーグのオールスターゲームでは西地区代表として選出された。
2014年はAA級トレントンで105試合に出場し、打率.275、9本塁打、47打点、3盗塁を記録した。オフの11月20日にヤンキースとメジャー契約を結び、40人枠入りを果たした。
2015年9月1日にDFAとなり、9日に40人枠を外れる形でAA級トレントンへ配属された。この年はAA級トレントンとAAA級スクラントン・ウィルクスバリ・レイルライダースとの2球団合計で94試合に出場し、打率.240、6本塁打、35打点、11盗塁を記録した。
2016年は開幕をAA級トレントンで迎え、6月4日にAAA級スクラントン・ウィルクスバリへ昇格。8月13日にメジャー契約を結んでアクティブ・ロースター入りし、メジャーデビューとなった同日のタンパベイ・レイズ戦では「7番・一塁手」で先発出場して相手先発のマット・アンドリースから初打席初本塁打を打った。また、続く8番打者の同じくこの日がメジャーデビューのアーロン・ジャッジも初打席初本塁打を打ち、1試合2本のメジャー初打席初本塁打というMLB史上初の快挙を達成した。この頃から一塁で出場する機会が増え、最終的には31試合に出場して打率.241、5本塁打、12打点、出塁率.300を記録した。オースティン、サンチェス、ジャッジ、バードらでベイビーボンバーズと称され次世代の主砲候補として注目された。
2017年は20試合に出場した。
2018年4月11日のボストン・レッドソックス戦で、レッドソックスのジョー・ケリーから故意死球を受けたことを発端に乱闘を起こし退場処分を受け、12日にMLBより5試合の出場停止と罰金の処分を受けた。この処分に対し異議申し立てをしている。

### ツインズ時代
2018年7月30日にランス・リン及び金銭とのトレードで、ルイス・リーホと共にミネソタ・ツインズへ移籍した。ツインズでは、35試合に出場。
2019年は2試合に出場後、4月6日にDFAとなった。

### ジャイアンツ時代

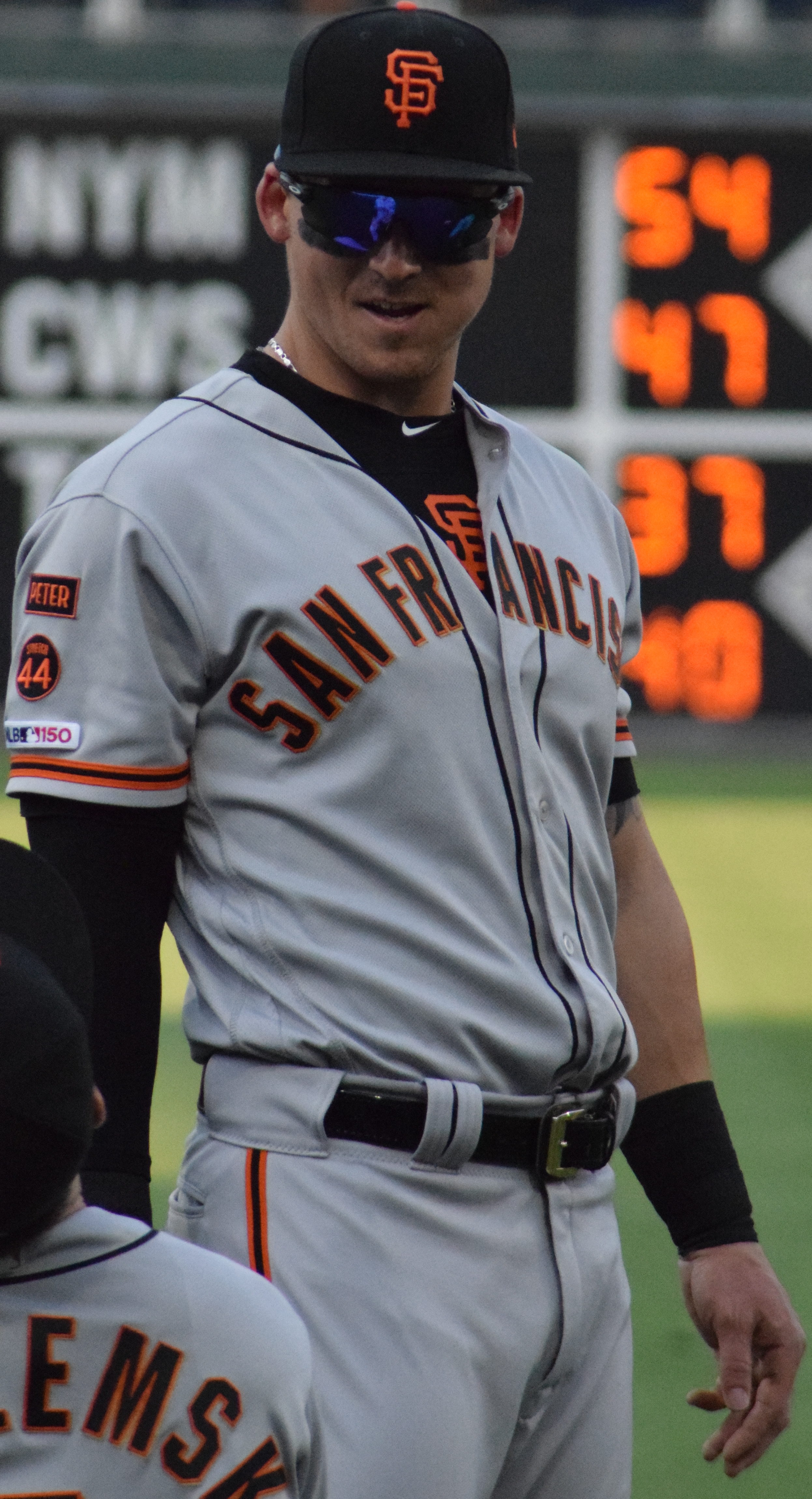
サンフランシスコ・ジャイアンツ時代
（2019年7月30日）

2019年4月8日にマリク・ジーグラーとのトレードでサンフランシスコ・ジャイアンツへ移籍した。ジャイアンツでは、70試合に出場後、8月2日にDFAとなり、9日にFAとなった。
当時のジャイアンツでは、1992年から1997年まで中日ドラゴンズで活躍したアロンゾ・パウエルが打撃コーチを務めており、彼から日本プロ野球での経験について教わったことがあるという。

### ブルワーズ時代
2019年8月16日にミルウォーキー・ブルワーズとマイナー契約を結び、傘下のAAA級サンアントニオ・ミッションズへ配属された。9月1日にメジャー契約を結んでアクティブ・ロースター入りした。ブルワーズでは、17試合に出場。

### DeNA時代
2019年11月15日に横浜DeNAベイスターズと推定年俸1億円＋出来高払いで1年契約を結んだ。

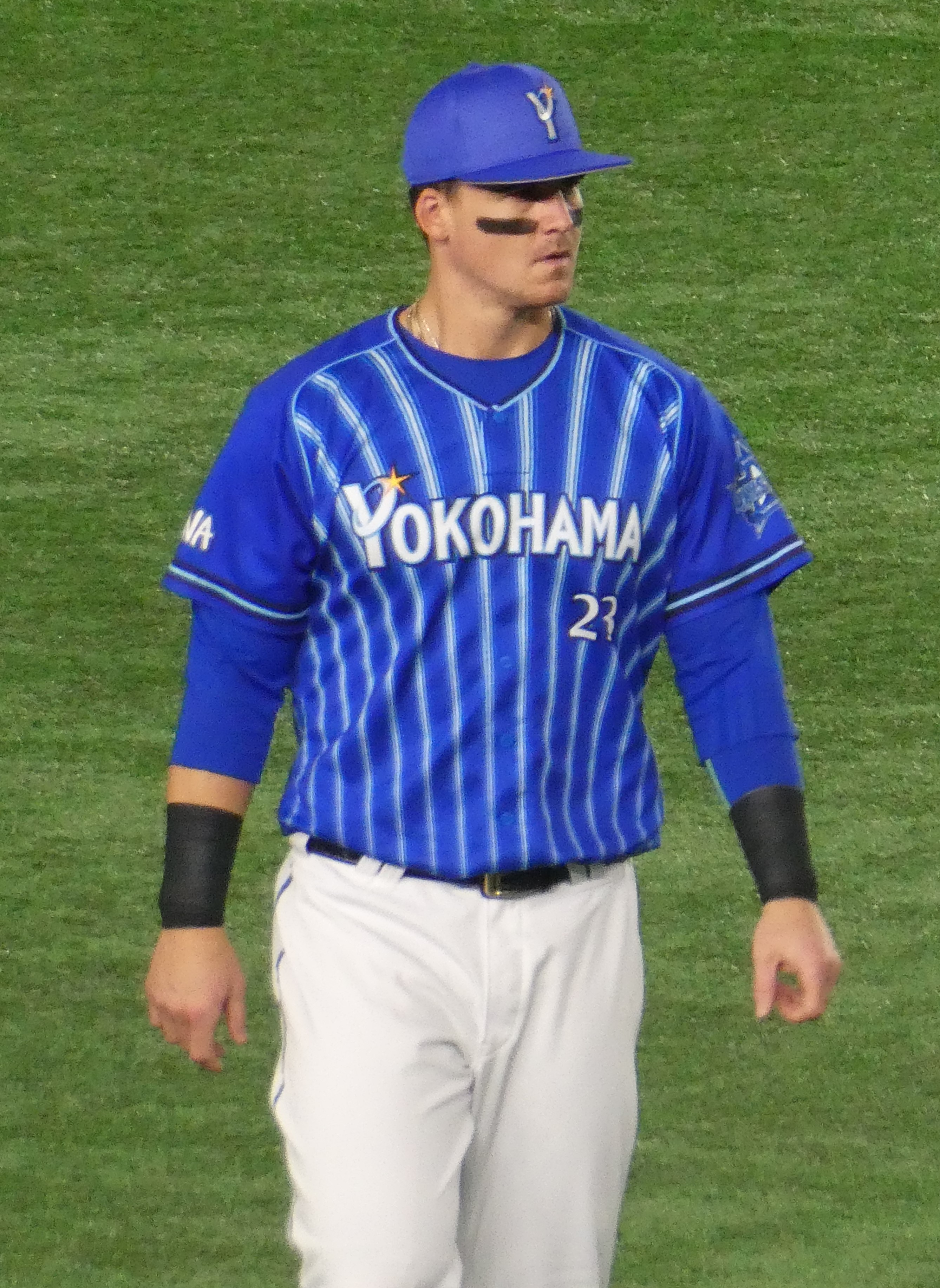
2021年8月28日 東京ドーム

2020年はオープン戦で4本塁打を打つなどアピールに成功し、開幕一軍入りを果たしたが、右肘の張りのため開幕スタメンからは外れた。開幕4戦目となった6月23日に初スタメン入りを果たすと、4安打を記録しヒーローインタビューにも呼ばれた。シーズン終盤には故障した佐野恵太に代わって4番も務めたが、度重なる故障で離脱し、最終的には65試合の出場に終わったものの打率.286、20本塁打、56打点、OPS.969という成績を残した。なお、中日ドラゴンズの松葉貴大からは対戦3打席すべてで本塁打を放った。シーズン終了後の11月10日に、推定年俸1億1000万円で契約を更新したことが発表された。
2021年から選手登録が内野手から外野手へ変更になった。6月1日の福岡ソフトバンクホークス戦でNPB初の盗塁を決めた。6月11日、北海道日本ハムファイターズの金子弌大から本塁打を放ち、シーズン47試合目で11球団から本塁打を達成した。1シーズンで11球団から本塁打は2019年の東京ヤクルトスワローズの山田哲人以来史上16人目（19度目）で、球団では史上初。7月には東京オリンピック野球アメリカ合衆国代表に選出された。オリンピックでは全6試合に出場し、打率.417、2本塁打、7打点を記録。アメリカ合衆国代表の銀メダル獲得に貢献し、個人でも大会ベストナイン（指名打者部門）に選ばれた。10月5日の試合中に左脹脛を痛め途中交代し、左脹脛肉離れと診断されたため翌6日に登録を抹消された。そのまま試合に出場することなくシーズンを終え、規定打席には4打席足りなかったものの、シーズン通算で107試合に出場し、打率.303、チームトップの28本塁打、74打点を記録。シーズン終了後の12月22日に、3年総額8億5000万円（2022年の推定年俸は2億円、4年目の契約オプションは球団が保有）の複数年契約でDeNAに残留することが発表された。
2022年は開幕前の3月9日に右肘の張りを訴えリハビリをしていたが、4月10日に手術を受けるためにアメリカへ帰国。現地時間の4月13日に右肘のクリーニング手術を受け、4月19日に早期復帰を目指し再来日。リハビリに励んだ後、6月28日からイースタン・リーグで実戦復帰。指名打者での出場を重ね、8月3日に一軍に合流した。右肘の影響もあり守備には就かず、代打の切り札として出場を続けていたが、8月12日に新型コロナウィルスの陽性判定を受け登録抹消された。その後、再び一軍に昇格したが、右肘の状態は改善しなかった。先発出場は一度もなく、38試合で打率1割台と低迷した。シーズン終了後の10月24日、アメリカの病院にて右肘内側側副靭帯修復手術を行った。
2023年は藤田一也と背番号を交換する形で「3」に変更した。前年楽天からDeNAに復帰した藤田が以前背番号23を付けていたことを知り、「23は藤田の番号だったんだろ？」とオースティンから交換を持ちかけた。右肘の手術の影響で開幕は間に合わなかったが、二軍での調整を経て、5月18日に一軍合流し、5月24日の読売ジャイアンツ戦で「5番・一塁手」としてシーズン初スタメンを果たし、ネフタリ・ソトと併用で一塁手や代打として出場を続けていたが、セ・パ交流戦期間中にヘッドスライディングをして右肩鎖関節の捻挫の診断を受け、6月22日に登録抹消された。その後は一軍の出場がなく、9月29日にアメリカの病院で右鎖骨遠位端切除術を行った。最終的に22試合の出場で打率.277、0本塁打にとどまった。
2024年からは一塁手に専念することとなり、開幕直前の3月26日に内野手登録となった。開幕から主に「2番・一塁手」として先発出場していたが、4月10日の中日戦で二塁打を放ち二塁にヘッドスライディングした際に右腿を負傷し途中交代。右太腿裏肉離れと診断され、翌日出場選手登録を抹消された。5月10日の巨人との二軍戦で実戦復帰すると、14日の日本ハム二軍戦で満塁本塁打を放つなど好調をアピールし、17日に一軍復帰した。復帰後も主に「2番・一塁手」として起用されていたが、4番を務めていた牧秀悟が負傷により離脱しており、代わりに4番に入っていた筒香嘉智がベンチスタートとなった5月23日の対ヤクルト戦では3年ぶりに4番で起用された。25日の対広島戦、6回二死二塁の一塁守備の際、ファウルフライを追いかけてカメラマン席に飛び込みながら好捕するも、しばらく立ち上がれず、自力で立ち上がった後も左手を抑えながらベンチ裏に下がり、そのまま途中交代した。翌日の試合は先発からは外されたものの、代打で出場し、戦線から離脱はしなかった。交流戦期間中は、自身では「バッティングの感覚自体は正直なところ、まだあまりいい気分はしないね」と語りながらも、12試合連続安打を記録するなど打撃好調で、本塁打は全選手単独トップの5本を放ち、打点は3位タイの13打点を記録した。交流戦終了後も好調を維持し、7月6日の試合まで22試合連続安打を記録していた。7月18日、故障によって出場辞退した筒香に代わる補充選手として、オールスターゲームに初選出された。オールスターゲームは、23日の第1戦では先発出場し、初打席で先制適時打となる初安打初打点を記録、24日の第2戦では代打本塁打を放つなど活躍を見せたが、第2戦の9回の一塁守備の際にイレギュラーバウンドした打球が口付近に直撃して出血し、途中交代するアクシデントに見舞われた。25日にチームドクターの診察を受け、右下顎の打撲と診断されたが、その後に頭痛を訴え、再度受診。脳震盪の疑いがあると診断されたことを受け、26日に脳振盪特例措置で登録を抹消された。二軍調整を経ずに8月2日の阪神タイガース戦で一軍に復帰した。ここまで主に4番打者を務めていた牧が得点圏での調子を落としていたこともあり、この復帰戦からオースティンが4番打者として起用されるようになった。6月から8月にかけて、DELTAが算出したWARは各月リーグトップであった。9月10日の阪神甲子園球場で行われた阪神戦では3打数3安打と活躍しながらも、ベンチ裏で泥だらけのユニフォームを着替えてからベンチに戻る際に天井に頭をぶつけてしまい、大事を取って途中交代するアクシデントに見舞われたが、トレーナーチェックを受けた結果、問題はなく、翌日も先発出場した。8・9月ともに月間打率3割超を記録、9月下旬には暫定の規定打席に到達し、ヤクルトのドミンゴ・サンタナとの首位打者争いにも加わった。10月4日の中日戦で「自分にとって一番の目標」だった最終規定打席に到達すると、この日、4打数3安打で打率を.309から.314まで上げ、既に帰国しているサンタナの打率.315を猛追。翌日の同カードで第1打席に安打を記録し、打率を.316に上げたところで交代し、首位打者のタイトルを確定させ、翌日のシーズン最終戦は出場せず、休養に充てた。ポストシーズンから再度4番打者を務め、阪神とのクライマックスシリーズ・ファーストステージ2試合は打率.143、巨人とのファイナルステージ6試合は打率.200に甘んじながらも、巨人との第2戦は決勝ソロ本塁打、第3戦は同点ソロ本塁打を打ち、チームの日本シリーズ出場に貢献した。横浜スタジアムでのソフトバンクとの日本シリーズ第1戦、第3打席で自打球を左足の甲に直撃させ、その後もプレーを続けたが、左足甲の打撲の診断で翌日の第2戦の試合前練習に参加せず、試合でもベンチ入りメンバーから外れて欠場となった。翌日のみずほPayPayドームでの公式練習にも参加せず、トレーナーによる治療に専念し、第3戦は指名打者として4番に復帰した。左足甲の腫れが引かず、状態が良くない中での強行出場であり、第1打席に二塁打を打ってスラインディングした際に痛みに顔をしかめる場面もあった。そんな状態ながらも、第4戦では先制かつ決勝のソロ本塁打を含む3安打2打点の活躍を見せた。1日の雨天順延を挟んで、DH制でない第6戦の時点でも左足甲に痛みを抱えていたが、この試合では一塁の守備に就き、5回裏に走者として一塁から一気に本塁に激走した次の回に交代するまで出場した。日本シリーズ5試合の出場で、打率.375、1本塁打、3打点、OPS1.295の打撃成績で、チーム26年ぶりの日本シリーズ優勝に貢献した。オフの11月30日に翌年契約を締結したことが発表された。
2025年3月28日、中日との開幕戦（横浜スタジアム）を4番・一塁手で迎える。第1打席で適時打を放って三塁でタッチアウトになった直後に左の脇腹を痛がる素振りを見せ、一時ベンチに下がるも、そのまま出場を続けた。翌々日の試合からコンディション不良が要因とみられる欠場が2試合続いたが、その後は4試合連続でスタメン出場する。4月5日の試合では2安打1四球と存在感を見せながら、その翌日に登録を抹消された。抹消理由は下半身のコンディション不良で、最低でも10日間はかかる程度の不良であることから監督の三浦大輔は「無理させたところで悪化しても困るんで」と説明している。18日より打撃練習を再開し、25日には二軍戦で実戦復帰した。5月5日に一軍に復帰し、4番打者を務めていたが状態が上がらず、膝の状態も悪かったため、6月6日に登録を抹消された。離脱までに29試合の出場にとどまり、打撃成績も芳しくなかったにもかかわらず、同年のオールスターゲームには選手間投票の一塁手部門で選出されたが、開催までに実戦への復帰はできず、右膝蓋腱炎を理由に出場を辞退した。7月29日の二軍戦で実戦に復帰すると、二軍戦4試合で12打数5安打1本塁打と調子を上げ、8月5日に一軍に復帰。万全といえる状態ではないながらも、同日の広島戦で5番で先発起用されると、一軍復帰後初打席初スイングで床田寛樹からバックスクリーン左へ飛び込むソロ本塁打を打った。

## 選手としての特徴

### 打撃

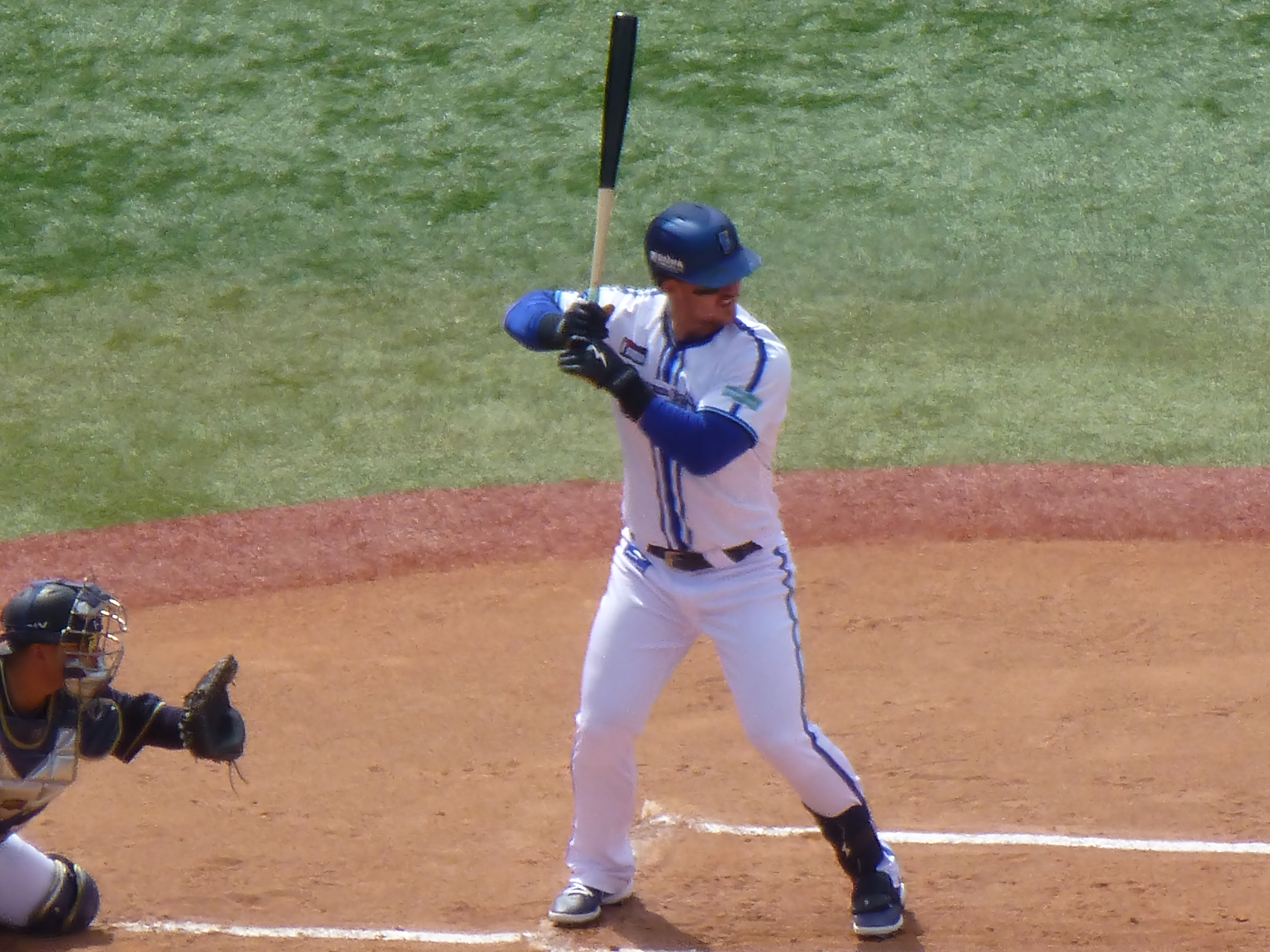
オースティンの打撃フォーム

本塁打になりやすい打球速度と打球角度の組み合わせを測る「バレル（Barrel）」という指標では、MLBのスラッガーの中でも優れている。2019年、オースティンは50以上打撃イベント（BBE）があった478人のメジャーリーガーの中で、バレルの割合（Brls/BBE）が12位の15.9%だった。この割合は、ナ・リーグの本塁打王でMLBの新人本塁打記録を更新したピート・アロンソ（15.8%）や、40本塁打&40盗塁が目前だったロナルド・アクーニャ・ジュニア（15.0%）よりも高い反面、2019年シーズンのオースティンの三振率（K%）は150打席以上のメジャーリーガーの中でワースト5位の37.4%。特に変化球への対応が悪く、スライダーやカーブといったブレイキング・ボールの空振り率（Whiff%）は49.5%、フォークやチェンジアップといったオフスピード・ボールの空振り率は52.8%と、パワーは飛び抜けているが、ボールコンタクト率が低い傾向にある。

### 守備・走塁
ポジションは一塁手が本職だが、右翼手、左翼手として守備をこなした経験を持つ。強肩の持ち主。
果敢に次の塁を狙う姿勢や、フェンス激突を恐れずにフライをキャッチしに行く姿勢など、走攻守にわたり気魄に満ちたハッスルプレーを見せ、DeNAの監督・三浦大輔は日頃からオースティンを「手本となる選手」と評する。ただし、その積極守備ゆえに、ダイビングキャッチやフェンス激突によって負傷し、戦線離脱してしまうことも度々あり、苦言を呈されることもある。

## 人物
- 愛称は「TA」[117][118]。
- 2024年7月9日 - 11日に横浜スタジアムで開催された「YOKOHAMA STAR☆NIGHT 2024」においては外国人選手に漢字の名前が設定されユニフォームの背ネームやスコアボードに使用されたが、オースティンについては応援歌の歌詞にある「蒼く光る彗星」から通訳が着想を得て「蒼彗天」と命名された[119][120]。
- モデルとして活動するステファニー・ダナと2018年に結婚。高校時代にライバル校のマネージャーとして知り合って惚れ込んだという。ステファニーのInstagramにおいてはしばしばコメントに多くのハートマークを残している[121]。
- 17歳の時に精巣がんを患った。早期発見で摘出手術が行われたため、1週間でプレーに復帰し、術後12年が経過した2021年末時点でも問題はないという[122][123]。
- 2000年までベイスターズに在籍し同じ背番号23も背負ったロバート・ローズとは、2015年のアリゾナ・フォールリーグで打撃コーチと選手の関係だったことがあり、2023年にローズが来日した際に横浜スタジアムで再会している[124]。

## 詳細情報

### 年度別打撃成績
| 年 度    | 球 団    | 試 合 | 打 席 | 打 数 | 得 点 | 安 打 | 二 塁 打 | 三 塁 打 | 本 塁 打 | 塁 打 | 打 点 | 盗 塁 | 盗 塁 死 | 犠 打 | 犠 飛 | 四 球 | 敬 遠 | 死 球 | 三 振 | 併 殺 打 | 打 率 | 出 塁 率 | 長 打 率 | O P S |
| -------- | -------- | ----- | ----- | ----- | ----- | ----- | -------- | -------- | -------- | ----- | ----- | ----- | -------- | ----- | ----- | ----- | ----- | ----- | ----- | -------- | ----- | -------- | -------- | ----- |
| 2016     | NYY      | 31    | 90    | 83    | 7     | 20    | 3        | 0        | 5        | 38    | 12    | 1     | 0        | 0     | 0     | 7     | 0     | 0     | 36    | 1        | .241  | .300     | .458     | .758  |
| 2017     | NYY      | 20    | 46    | 40    | 4     | 9     | 2        | 0        | 2        | 17    | 8     | 0     | 0        | 0     | 2     | 4     | 0     | 0     | 17    | 1        | .225  | .283     | .425     | .708  |
| 2018     | NYY      | 34    | 132   | 121   | 16    | 27    | 6        | 0        | 8        | 57    | 23    | 1     | 1        | 0     | 1     | 8     | 0     | 2     | 53    | 2        | .223  | .280     | .471     | .751  |
| 2018     | MIN      | 35    | 136   | 123   | 18    | 29    | 4        | 0        | 9        | 60    | 24    | 0     | 1        | 0     | 2     | 11    | 0     | 0     | 42    | 0        | .236  | .294     | .488     | .782  |
| '18計    | MIN      | 69    | 268   | 244   | 34    | 56    | 10       | 0        | 17       | 117   | 47    | 1     | 2        | 0     | 3     | 19    | 0     | 2     | 95    | 3        | .230  | .287     | .480     | .767  |
| 2019     | MIN      | 2     | 5     | 4     | 1     | 1     | 1        | 0        | 0        | 2     | 0     | 0     | 1        | 0     | 0     | 1     | 0     | 0     | 3     | 0        | .250  | .400     | .500     | .900  |
| 2019     | SF       | 70    | 147   | 130   | 24    | 24    | 2        | 1        | 8        | 52    | 20    | 1     | 0        | 0     | 0     | 17    | 0     | 0     | 57    | 1        | .185  | .279     | .400     | .679  |
| 2019     | MIL      | 17    | 27    | 20    | 5     | 4     | 2        | 0        | 1        | 9     | 4     | 1     | 0        | 0     | 1     | 6     | 1     | 0     | 7     | 1        | .200  | .370     | .450     | .820  |
| '19計    | MIL      | 89    | 179   | 154   | 30    | 29    | 5        | 1        | 9        | 63    | 24    | 2     | 0        | 0     | 1     | 24    | 1     | 0     | 67    | 2        | .188  | .296     | .409     | .705  |
| 2020     | DeNA     | 65    | 269   | 238   | 36    | 68    | 14       | 1        | 20       | 144   | 56    | 0     | 0        | 0     | 1     | 29    | 1     | 1     | 69    | 4        | .286  | .364     | .605     | .969  |
| 2021     | DeNA     | 107   | 439   | 373   | 60    | 113   | 25       | 1        | 28       | 224   | 74    | 1     | 0        | 0     | 1     | 60    | 2     | 5     | 111   | 9        | .303  | .405     | .601     | 1.006 |
| 2022     | DeNA     | 38    | 38    | 32    | 3     | 5     | 2        | 0        | 1        | 10    | 3     | 0     | 0        | 0     | 0     | 6     | 1     | 0     | 14    | 1        | .156  | .289     | .313     | .602  |
| 2023     | DeNA     | 22    | 54    | 47    | 5     | 13    | 6        | 0        | 0        | 19    | 6     | 0     | 0        | 0     | 1     | 6     | 0     | 0     | 13    | 0        | .277  | .352     | .404     | .756  |
| 2024     | DeNA     | 106   | 445   | 396   | 66    | 125   | 34       | 2        | 25       | 238   | 69    | 0     | 1        | 0     | 4     | 45    | 2     | 0     | 88    | 12       | .316  | .382     | .601     | .983  |
| MLB：4年 | MLB：4年 | 209   | 583   | 521   | 75    | 114   | 20       | 1        | 33       | 235   | 91    | 4     | 2        | 0     | 6     | 54    | 1     | 2     | 215   | 7        | .219  | .292     | .451     | .743  |
| NPB：5年 | NPB：5年 | 338   | 1245  | 1086  | 170   | 324   | 81       | 4        | 74       | 635   | 208   | 1     | 1        | 0     | 7     | 146   | 6     | 6     | 295   | 26       | .298  | .382     | .585     | .967  |

- 2024年度シーズン終了時
- 各年度の太字はリーグ最高

### 年度別守備成績
内野守備
| 年 度 | 球 団 | 一塁（1B） | 一塁（1B） | 一塁（1B） | 一塁（1B） | 一塁（1B） | 一塁（1B） |
| 年 度 | 球 団 | 試 合      | 刺 殺      | 補 殺      | 失 策      | 併 殺      | 守 備 率   |
| ----- | ----- | ---------- | ---------- | ---------- | ---------- | ---------- | ---------- |
| 2016  | NYY   | 27         | 166        | 15         | 0          | 17         | 1.000      |
| 2017  | NYY   | 8          | 49         | 1          | 0          | 1          | 1.000      |
| 2018  | NYY   | 27         | 193        | 9          | 1          | 14         | .995       |
| 2018  | MIN   | 15         | 101        | 7          | 0          | 14         | 1.000      |
| '18計 | MIN   | 42         | 294        | 16         | 1          | 28         | .997       |
| 2019  | MIN   | 9          | 21         | 2          | 1          | 2          | .958       |
| 2019  | SF    | 12         | 53         | 4          | 0          | 3          | 1.000      |
| 2019  | MIL   | 2          | 14         | 0          | 0          | 0          | 1.000      |
| '19計 | MIL   | 23         | 88         | 6          | 1          | 5          | .989       |
| 2020  | DeNA  | 1          | 11         | 1          | 0          | 1          | 1.000      |
| 2023  | DeNA  | 2          | 11         | 1          | 0          | 1          | 1.000      |
| 2024  | DeNA  | 100        | 807        | 81         | 8          | 59         | .991       |
| MLB   | MLB   | 100        | 597        | 38         | 2          | 51         | .997       |
| NPB   | NPB   | 103        | 829        | 83         | 8          | 61         | .991       |

外野守備
| 年 度 | 球 団 | 左翼（LF） | 左翼（LF） | 左翼（LF） | 左翼（LF） | 左翼（LF） | 左翼（LF） | 右翼（RF） | 右翼（RF） | 右翼（RF） | 右翼（RF） | 右翼（RF） | 右翼（RF） | 外野  | 外野  | 外野  | 外野  | 外野  | 外野     |
| 年 度 | 球 団 | 試 合      | 刺 殺      | 補 殺      | 失 策      | 併 殺      | 守 備 率   | 試 合      | 刺 殺      | 補 殺      | 失 策      | 併 殺      | 守 備 率   | 試 合 | 刺 殺 | 補 殺 | 失 策 | 併 殺 | 守 備 率 |
| ----- | ----- | ---------- | ---------- | ---------- | ---------- | ---------- | ---------- | ---------- | ---------- | ---------- | ---------- | ---------- | ---------- | ----- | ----- | ----- | ----- | ----- | -------- |
| 2016  | NYY   | 2          | 0          | 0          | 0          | 0          | ----       | 3          | 4          | 0          | 0          | 0          | 1.000      | -     | -     | -     | -     | -     | -        |
| 2017  | NYY   | -          | -          | -          | -          | -          | -          | 7          | 2          | 0          | 0          | 0          | 1.000      | -     | -     | -     | -     | -     | -        |
| 2019  | SF    | 22         | 22         | 3          | 1          | 1          | .962       | 3          | 4          | 0          | 0          | 0          | 1.000      | -     | -     | -     | -     | -     | -        |
| 2020  | DeNA  | -          | -          | -          | -          | -          | -          | -          | -          | -          | -          | -          | -          | 61    | 78    | 3     | 1     | 0     | .988     |
| 2021  | DeNA  | -          | -          | -          | -          | -          | -          | -          | -          | -          | -          | -          | -          | 100   | 143   | 7     | 1     | 1     | .993     |
| MLB   | MLB   | 24         | 22         | 3          | 1          | 1          | .962       | 13         | 10         | 0          | 0          | 0          | 1.000      | -     | -     | -     | -     | -     | -        |
| NPB   | NPB   | -          | -          | -          | -          | -          | -          | -          | -          | -          | -          | -          | -          | 161   | 221   | 10    | 2     | 1     | .991     |

- 2024年度シーズン終了時

### タイトル
NPB
- 首位打者：1回（2024年）

### 表彰
NPB
- 月間MVP：3回（打者部門：2020年10・11月[125]、2021年6月[126]、2024年6月[127]）

国際大会
- オリンピックの野球競技・ベストナイン：1回（指名打者：2021年[29]）

### 記録

#### MiLB
- オールスター・フューチャーズゲーム選出：1回（2012年）
- サウス・アトランティックリーグ・オールスターゲーム選出：1回（2012年）
- イースタン・リーグ・オールスターゲーム選出：1回（2013年）

#### MLB
- 初打席本塁打：2016年8月13日、タンパベイ・レイズ戦、マット・アンドリースから

#### NPB
初記録
- 初出場・初打席：2020年6月19日、対広島東洋カープ1回戦（横浜スタジアム）、8回裏にスペンサー・パットンの代打で出場、大瀬良大地から三直
- 初先発出場：2020年6月23日、対中日ドラゴンズ1回戦（横浜スタジアム）、「3番・右翼手」で先発出場
- 初安打：同上、1回裏に柳裕也から中前安打
- 初打点：同上、5回裏に柳裕也から左前適時安打
- 初本塁打：2020年6月25日、対中日ドラゴンズ3回戦（横浜スタジアム）、岡野祐一郎から右越ソロ
- 初盗塁：2021年6月1日、対福岡ソフトバンクホークス1回戦（横浜スタジアム）、6回裏に二盗（投手：武田翔太、捕手：甲斐拓也）

その他の記録
- オールスターゲーム出場：1回（2024年）
- 1シーズンで11球団から本塁打：2021年 ※史上16人目（19人目）[26]

### 背番号
- 26（2016年 - 2018年7月29日）
- 31（2018年8月11日 - 2019年4月5日）
- 19（2019年4月8日 - 同年8月1日）
- 29（2019年9月1日 - 同年終了）
- 23（2020年 - 2022年）
- 3（2023年 - ）

### 代表歴
- 2020年東京オリンピック野球アメリカ合衆国代表[27]